# 考克里克 (佛羅里達州)
考克里克（英語：Cow Creek）是位於美國佛羅里達州福祿喜雅縣的一個非建制地區。該地的面積和人口皆未知。

## 地理
考克里克的座標為28°50′15″N 81°01′39″W / 28.83750°N 81.02750°W，而該地的平均海拔高度為6米（即20英尺）。